# Ahe (Rinteln)
Ahe ist ein Ortsteil der Stadt Rinteln im niedersächsischen Landkreis Schaumburg.

## Ortslage und Verkehrsanbindung
Der Ortsteil liegt östlich vom Kernbereich von Rinteln direkt am Nordufer der Weser. Das Ortsbild ist von den Bauernhöfen beiderseits der Langen Straße geprägt. Westlich und nördlich des Ortes liegt das 31 ha große Naturschutzgebiet Aher Kämpe.
Nördlich vom Ort verlaufen die B 83 und die A 2.

## Geschichte
Ab 1835 bildeten Ahe zusammen mit Kohlenstädt einen Bürgermeisterbezirk. 1946 trat die Weser über die Ufer; Ahe wurde überschwemmt.

## Politik
Der Ortsrat, der die Ortsteile Ahe, Engern und Kohlenstädt zusammen vertritt, setzt sich aus sieben Mitgliedern zusammen. Die Ratsmitglieder werden durch eine Kommunalwahl für jeweils fünf Jahre gewählt.
Bei der letzten Kommunalwahl 2021 ergab sich folgende Sitzverteilung:
- SPD: 5 Sitze
- CDU: 2 Sitze